# Ferrari 365 GTC4
La Ferrari 365 GTC4 è un'autovettura coupé prodotta dalla casa automobilistica italiana Ferrari tra il 1971 ed il 1973.

## Sviluppo

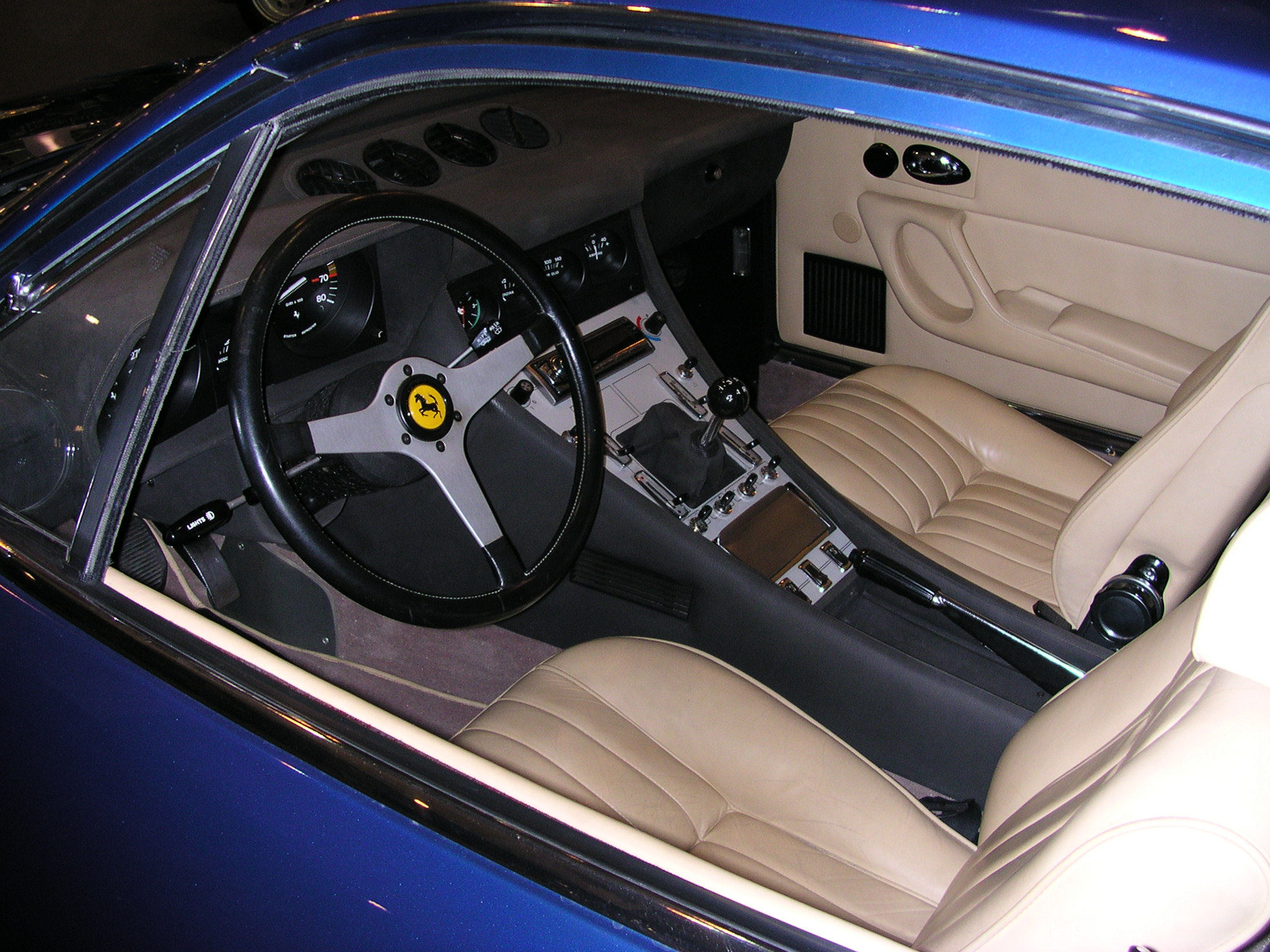
Interni di una Ferrari 365 GTC4

Al salone dell'automobile di Ginevra del 1971 venne presentata la 365 GTC4 che, come la 365 GTB4, sua progenitrice, mostrava una linea particolarmente moderna, anche se di certo meno “geniale” della Daytona, caratterizzata da alcuni dettagli stilistici innovativi, fra i quali il paraurti anteriore integrato nel muso stesso. La 365 GTC4 sostitutiva nel listino della casa automobilistica la Ferrari 365 GT 2+2 e rappresentava una variante meno esasperata della Daytona.
Questa vettura rappresenta però nella genealogia delle vetture Ferrari un caso a sé, diversa dalle granturismo di alta gamma che l'avevano preceduta (quelle contraddistinte dalla sigla 365) così come da quelle che la seguiranno negli anni Settanta: attorno al tradizionale 12 cilindri di 4390,3 cm³ alloggiato su un telaio con passo ridotto a 2500 mm, Pininfarina realizzò un coupé due posti, più altri due dietro di fortuna, dalla linea sinuosa e filante evidentemente studiata nella nuova galleria del vento della carrozzeria torinese, entrata in funzione proprio in quegli anni.

## Tecnica

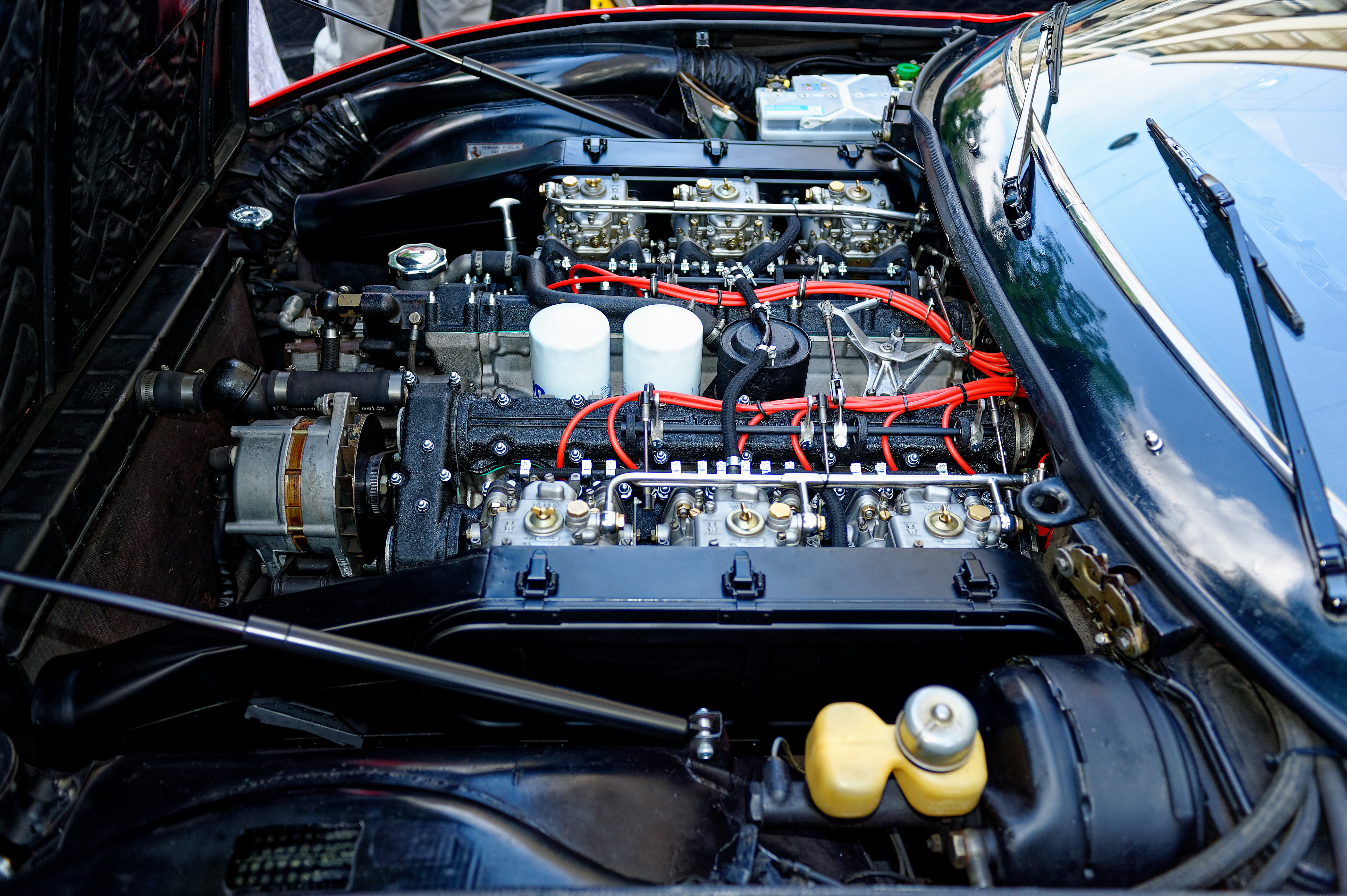
Motore V12 di una Ferrari 365 GTC4

La novità maggiore dal punto di vista stilistico era costituita dalla calandra sottolineata da uno spesso anello che fungeva da paraurti, posto al culmine del muso lungo e spiovente, sul quale erano collocati i fari a palpebra e, sul cofano motore, due prese d'aria rettangolari per raffreddare i sei carburatori Weber 38DCOE.
Similmente alla Daytona, le superfici del tetto, del lunotto e del baule posteriore si fondevano le une nelle altre, prima di interrompersi bruscamente nella coda della vettura. Vista lateralmente, la GTC colpiva per l'andamento sinuoso del profilo che ricordava quasi un'onda, e per la forma appuntita del vetro posteriore che andava a formare con il montante un triangolo perfetto.
Lo specchio di coda, leggermente in depressione rispetto al profilo del bagagliaio, era dotato di gruppi ottici circolari a tre elementi, divenuti poi consueti su diverse vetture del cavallino degli anni a venire come, per esempio, la 365 GT4 BB.
Anche il motore, il noto V12 di 4390 cm³, era lo stesso montato sulla Daytona, ma con alcune varianti: la lubrificazione era di tipo convenzionale a carter umido ed i carburatori Weber, per consentire l'abbassamento della linea del cofano, erano montati lateralmente.
La potenza, a causa del rapporto di compressione più basso, era di 340 CV (320 sulla versione USA dotata di dispositivi antinquinamento). Le prestazioni di questa autovettura erano di tutto rispetto, la velocità massima si attestava infatti a 260 km/h con un rapporto peso/potenza di 4,3 kg/cv.
Tra il 1971 e il 1973 furono prodotte solo 508 vetture.